# Britische Militärbahnen in Palästina
Die Britischen Militärbahnen in Palästina (Palestine Military Railways) entstanden beim Vormarsch der britischen Truppen im Ersten Weltkrieg von Ägypten in das damals noch osmanische Palästina.

## Vorgeschichte

### Historische Bedingungen
Der erste osmanische Angriff auf den Suezkanal im Februar 1915 wurde von den britischen Truppen zwar abgewandt – mehr aber auch nicht, trotz der Versorgungsschwierigkeiten auf osmanischer Seite. Scharfe Kritik in England daran, dass die sich zurückziehenden osmanischen Einheiten nicht einmal richtig verfolgt wurden, führte zu einer offensiveren Haltung der am Kanal stationierten Truppen. Aber erst ein Jahr später, im Februar oder März 1916, wurde mit dem Bau der Sinai Military Railway (SMR), der späteren Sinai-Bahn begonnen.

### Technische Bedingungen
Die Bahn wurde von Ägypten aus vorangetrieben und legte die dortigen technischen Standards zugrunde, insbesondere die Normalspurweite von 1435 mm. Die Verbindung zum ägyptischen Netz stellte eine provisorische Drehbrücke über den Suezkanal bei al-Qantara (Arabisch: „die Brücke“) her. Das Gelände des Sinai war für den Bahnbau günstig. Problematisch waren Wasserversorgung und Sandverwehungen. Gegen letztere musste ständig gekämpft werden: Der Sand wanderte sowohl über die Gleise, als auch unter den Gleisen, was erhebliche betriebliche Schwierigkeiten verursachte.

### Militärische Bedingungen
Das britische Militär legte großen Wert darauf, den Vorstoß gegen die osmanischen Truppen nur aufgrund einer soliden Versorgung durchzuführen. Der Bahnbau schritt deshalb wesentlich langsamer voran als der auf osmanischer Seite (siehe: Osmanische Militärbahn in Palästina). al-ʿArisch wurde Anfang 1917 erreicht, im April befand sich die Spitze der Strecke 16 km vor Gaza in Dair al-Balah. Da der Angriff dort nicht vorankam, wurde eine Zweigbahn von Rafah in Richtung Beʾer Scheva vorangetrieben (60 km), um die breiter werdende Front besser versorgen und Gaza östlich umgehen zu können.

### Fahrzeuge
Anfangs wurden zunächst Fahrzeuge der Ägyptische Staatsbahnen (ESR) eingesetzt. Die Lokomotiven litten unter den primitiven Wartungsbedingungen und mussten ständig ersetzt werden. 25 ältere Lokomotiven der Achsfolge C, gebaut von Robert Stephenson & Co. aus der Mitte des 19. Jahrhunderts, gehörten dazu. Hinzu kamen 20 1'C und 10 B'B von Baldwin (Philadelphia). Von der Société Franco-Belge befuhren acht Maschinen der Achsfolge C und 4 mit der Achsfolge 1'B im Dienst der SMR. Auch fuhren noch weitere Maschinen der Ägyptischen Staatsbahnen. Aus den ersten Betriebsjahren der Strecke, vor allem während des Krieges, sind die Aufzeichnungen über die eingesetzten Lokomotiven aber nur lückenhaft. Anfangs kamen zum Schutz der Strecke im Sinai, als die osmanischen Truppen noch nahe waren, drei Panzerzüge zum Einsatz, die von benzingetriebenen Lokomotiven von Manning Wardle bewegt und in der Mitte der Züge eingestellt wurden.

### Ergänzende Feldbahn (762 mm)
Von Deir al-Balah wurde parallel zum Frontverlauf eine zunächst 19 km lange, später auf 23 km verlängerte Feldbahn mit der Spurweite 762 mm (2ft 6') verlegt. Sie diente ebenso wie ein zweites Gleis (wieder abgebaut 1923/24) der Sinai-Bahn zwischen El Qantara und Rafah der logistischen Vorbereitung des Hauptangriffs auf die Truppen der Mittelmächte. Zudem wurden alle Vorbereitungen getroffen, damit nach einem erfolgreichen Vorstoß der Bahnbau in nördliche Richtung mit dem Truppenvormarsch Schritt halten konnte. Insbesondere wurden entsprechende Pioniereinheiten gebildet.
Auf der 762-mm-Spur kamen Dampflokomotiven der American Locomotive Company (ALCO) der Achsfolge C zum Einsatz. Hinzu kamen mit Benzinmotoren ausgerüstete Lokomotiven (Achsfolge: B) von der Avonside Engine Company.

## Vormarsch nach Palästina

### Militärische Lage
Im Oktober 1917 begann die Offensive. Am 31. Oktober wurde Beerscheba eingenommen, was so schnell geschah, dass die osmanischen Truppen sich weder zurückziehen noch ihre Infrastruktur zerstören konnten. Eine Woche später fiel Gaza. Die Eisenbahnpioniertruppen begannen sofort mit ihrer Arbeit.
| Streckenlänge: | 60 km                | | |
| Spurweite: | 1435 mm (Normalspur) | | |
| Stromsystem: | 25 kV, 50 Hz ~       | | |
| |                      | | |
| \| \| \| \| \| \| \| \| J&J- und Hauptlinie von Tel Aviv und Ostbahn von Chadera Mizrach sowie Militärbahn Masʿūdiyya–Sinai von Masʿūdiyya \| \| \| \| \| \| \| \| \| 17,00,0 \| Lod seit 1891 \| Lod seit 1891 \| \| \| \| \| \| \| \| \| J&J-Linie nach Jerusalem-Malcha und Hauptlinie nach Beʾer Scheva sowie Militärbahn Masʿūdiyya–Sinai nach Qusaima \| \| \| \| \| \| \| \| \| \| \| \| \| \| 4 \| Beʾer Jaʿaqov seit 1948 Bir Salim 1918–1948 \| Beʾer Jaʿaqov seit 1948 Bir Salim 1918–1948 \| \| \| \| \| \| \| \| \| Stichstrecke Rischon leZion haRischonim \| \| \| \| 9 \| Rechovot seit 1920 \| Rechovot seit 1920 \| \| \| \| Soreq \| \| \| \| 14 \| Javne Mizrach (Ost) seit 1918 \| Javne Mizrach (Ost) seit 1918 \| \| \| \| Anschluss Hafen von Aschdod \| \| \| \| \| Strecke Tel Aviv–Pleschet seit 2012 \| \| \| \| \| Anschluss Hafen von Aschdod \| \| \| \| \| Strecke Tel Aviv–Pleschet von Tel Aviv \| \| \| \| \| Nachal Lachisch \| \| \| \| \| \| \| \| \| 29 \| Aschdod – ʿAd Halom seit 1995 Isdud 1917–1947 \| Aschdod – ʿAd Halom seit 1995 Isdud 1917–1947 \| \| \| \| \| \| \| \| \| \| \| \| \| 40 \| Aschqelon Madschdal 1917–1947 \| Aschqelon Madschdal 1917–1947 \| \| \| \| \| \| \| \| \| Militärbahn at-Tina–Küste von at-Tina \| \| \| \| \| Chelez-Güterbahn nach Qirjat Gat \| \| \| \| \| Anschluss Kraftwerk Dorad \| \| \| \| \| El Jiya 1917–1948 \| \| \| \| \| Barbara 1917–1948 \| \| \| \| \| Beit Jirja 1917–1948 \| \| \| \| \| Strecke nach Beʾer Scheva \| \| \| \| \| \| \| \| \| 54 \| Jad Mordechai 1950–2005 Deir Suneid 1917–1948 \| Jad Mordechai 1950–2005 Deir Suneid 1917–1948 \| \| \| \| \| \| \| \| \| Militärbahn et-Tina–Küste nach (al-)Hudsch \| \| \| \| \| Grüne Linie Israel/Gazastreifen \| \| \| \| \| Beit Hanun \| \| \| \| \| Dschabaliya \| \| \| \| 64 \| Gaza Station \| Gaza Station \| \| \| \| Gaza Stadt \| \| \| \| \| El Bereig \| \| \| \| \| El Moghazi \| \| \| \| \| Besor \| \| \| \| 76 \| Dair al-Balah \| Dair al-Balah \| \| \| 88 \| Chan Yunis \| Chan Yunis \| \| \| 100 \| Rafah (Gazastreifen) \| Rafah (Gazastreifen) \| \| \| \| Grenze Gazastreifen/Ägypten \| \| \| \| \| Strecke nach Beʾer Scheva \| \| \| \| 101 \| Rafah (Sinai) Nördlicher Endhalt bis 1916 \| Rafah (Sinai) Nördlicher Endhalt bis 1916 \| \| \| \| Gabr Amir \| \| \| \| \| al-Arisch \| \| \| \| \| Sinai-Bahn nach al-Qantara \| \| |                      | | |
| |                      | | |
| Strecke |                      | J&J- und Hauptlinie von Tel Aviv und Ostbahn von Chadera Mizrach sowie Militärbahn Masʿūdiyya–Sinai von Masʿūdiyya | J&J- und Hauptlinie von Tel Aviv und Ostbahn von Chadera Mizrach sowie Militärbahn Masʿūdiyya–Sinai von Masʿūdiyya |
| |                      | | |
| Bahnhof | 17,00,0              | Lod seit 1891 | Lod seit 1891 |
| |                      | | |
| Abzweig geradeaus und nach links |                      | J&J-Linie nach Jerusalem-Malcha und Hauptlinie nach Beʾer Scheva sowie Militärbahn Masʿūdiyya–Sinai nach Qusaima   | J&J-Linie nach Jerusalem-Malcha und Hauptlinie nach Beʾer Scheva sowie Militärbahn Masʿūdiyya–Sinai nach Qusaima   |
| |                      | | |
| |                      | | |
| Bahnhof | 4                    | Beʾer Jaʿaqov seit 1948 Bir Salim 1918–1948                                                                        | Beʾer Jaʿaqov seit 1948 Bir Salim 1918–1948                                                                        |
| |                      | | |
| Abzweig geradeaus und nach rechts |                      | Stichstrecke Rischon leZion haRischonim                                                                            | Stichstrecke Rischon leZion haRischonim                                                                            |
| Bahnhof | 9                    | Rechovot seit 1920                                                                                                 | Rechovot seit 1920                                                                                                 |
| Brücke über Wasserlauf |                      | Soreq | Soreq |
| Bahnhof | 14                   | Javne Mizrach (Ost) seit 1918                                                                                      | Javne Mizrach (Ost) seit 1918                                                                                      |
| Abzweig geradeaus und nach rechts |                      | Anschluss Hafen von Aschdod                                                                                        | Anschluss Hafen von Aschdod                                                                                        |
| Kreuzung geradeaus unten · Strecke von rechts |                      | Strecke Tel Aviv–Pleschet seit 2012                                                                                | Strecke Tel Aviv–Pleschet seit 2012                                                                                |
| Abzweig geradeaus und von rechts · Strecke |                      | Anschluss Hafen von Aschdod                                                                                        | Anschluss Hafen von Aschdod                                                                                        |
| Abzweig geradeaus und von links · Strecke nach rechts |                      | Strecke Tel Aviv–Pleschet von Tel Aviv                                                                             | Strecke Tel Aviv–Pleschet von Tel Aviv                                                                             |
| Brücke über Wasserlauf |                      | Nachal Lachisch | Nachal Lachisch |
| |                      | | |
| Bahnhof | 29                   | Aschdod – ʿAd Halom seit 1995 Isdud 1917–1947                                                                      | Aschdod – ʿAd Halom seit 1995 Isdud 1917–1947                                                                      |
| |                      | | |
| |                      | | |
| Bahnhof | 40                   | Aschqelon Madschdal 1917–1947                                                                                      | Aschqelon Madschdal 1917–1947                                                                                      |
| |                      | | |
| Abzweig geradeaus und ehemals von links |                      | Militärbahn at-Tina–Küste von at-Tina                                                                              | Militärbahn at-Tina–Küste von at-Tina                                                                              |
| Abzweig geradeaus und nach links |                      | Chelez-Güterbahn nach Qirjat Gat                                                                                   | Chelez-Güterbahn nach Qirjat Gat                                                                                   |
| Abzweig geradeaus und nach rechts |                      | Anschluss Kraftwerk Dorad                                                                                          | Anschluss Kraftwerk Dorad                                                                                          |
| ehemaliger Haltepunkt / Haltestelle |                      | El Jiya 1917–1948                                                                                                  | El Jiya 1917–1948                                                                                                  |
| ehemaliger Haltepunkt / Haltestelle |                      | Barbara 1917–1948                                                                                                  | Barbara 1917–1948                                                                                                  |
| ehemaliger Haltepunkt / Haltestelle |                      | Beit Jirja 1917–1948                                                                                               | Beit Jirja 1917–1948                                                                                               |
| Abzweig ehemals geradeaus und nach links |                      | Strecke nach Beʾer Scheva                                                                                          | Strecke nach Beʾer Scheva                                                                                          |
| |                      | | |
| Bahnhof (Strecke außer Betrieb) | 54                   | Jad Mordechai 1950–2005 Deir Suneid 1917–1948                                                                      | Jad Mordechai 1950–2005 Deir Suneid 1917–1948                                                                      |
| |                      | | |
| Abzweig geradeaus und nach links (Strecke außer Betrieb) |                      | Militärbahn et-Tina–Küste nach (al-)Hudsch                                                                         | Militärbahn et-Tina–Küste nach (al-)Hudsch                                                                         |
| Grenze (Strecke außer Betrieb) |                      | Grüne Linie Israel/Gazastreifen                                                                                    | Grüne Linie Israel/Gazastreifen                                                                                    |
| Haltepunkt / Haltestelle (Strecke außer Betrieb) |                      | Beit Hanun | Beit Hanun |
| Haltepunkt / Haltestelle (Strecke außer Betrieb) |                      | Dschabaliya | Dschabaliya |
| Haltepunkt / Haltestelle (Strecke außer Betrieb) | 64                   | Gaza Station | Gaza Station |
| Haltepunkt / Haltestelle (Strecke außer Betrieb) |                      | Gaza Stadt | Gaza Stadt |
| Haltepunkt / Haltestelle (Strecke außer Betrieb) |                      | El Bereig | El Bereig |
| Haltepunkt / Haltestelle (Strecke außer Betrieb) |                      | El Moghazi | El Moghazi |
| Brücke über Wasserlauf (Strecke außer Betrieb) |                      | Besor | Besor |
| Bahnhof (Strecke außer Betrieb) | 76                   | Dair al-Balah | Dair al-Balah |
| Bahnhof (Strecke außer Betrieb) | 88                   | Chan Yunis | Chan Yunis |
| Bahnhof (Strecke außer Betrieb) | 100                  | Rafah (Gazastreifen)                                                                                               | Rafah (Gazastreifen)                                                                                               |
| Grenze (Strecke außer Betrieb) |                      | Grenze Gazastreifen/Ägypten                                                                                        | Grenze Gazastreifen/Ägypten                                                                                        |
| Abzweig geradeaus und von links (Strecke außer Betrieb) |                      | Strecke nach Beʾer Scheva                                                                                          | Strecke nach Beʾer Scheva                                                                                          |
| Bahnhof (Strecke außer Betrieb) | 101                  | Rafah (Sinai) Nördlicher Endhalt bis 1916                                                                          | Rafah (Sinai) Nördlicher Endhalt bis 1916                                                                          |
| Haltepunkt / Haltestelle (Strecke außer Betrieb) |                      | Gabr Amir | Gabr Amir |
| Bahnhof (Strecke außer Betrieb) |                      | al-Arisch | al-Arisch |
| Strecke (außer Betrieb) |                      | Sinai-Bahn nach al-Qantara                                                                                         | Sinai-Bahn nach al-Qantara                                                                                         |

### Streckenvortrieb durch Palästina
Am 3. Mai 1918 erreichte die Britische Militärbahn von Rafah kommend Beerscheba. Dabei wurde ein Teil des osmanischen Gleisbetts der 1050-mm-Spur der Hedschasbahn wieder verwendet. Die Küstenlinie erreichte schon am 28. November 1917 in Dayr as-Sunayd die 1050-mm-Trasse des Gegners. Es gab Probleme, diese Strecken für britische Zwecke zu nutzen, da es der Osmanischen Militärbahn gelungen war, beim Rückzug die meisten ihrer Lokomotiven mitzunehmen. Schließlich organisierten die Briten von der Luxor-Assuan-Bahn und aus dem Sudan insgesamt 9 Kapspur-Lokomotiven (3'6"/1067 mm) B'B, Lokomotiven mit einer für ein 1050-mm-Gleis etwas zu großen Spurweite. Sie wurden aber gleichwohl eingesetzt. Der relativ leichte Oberbau, den die osmanischen Streitkräfte errichtet hatten, tolerierte das offenbar: Die Schienen wurden von den Maschinen auseinandergedrückt. Mitte November besetzten die Briten mit Nachal Soreq (Wadi es Sarar) den Talbahnhof der Strecke nach Jerusalem, das am 9. Dezember übergeben wurde.
Die Normalspurstrecke erreichte Lod im Februar 1918. Die Trasse hierher folgte nicht mehr der Vorgabe durch die Osmanische Militärbahn mit dem Umweg über Wadi Surar. Gewählt wurde vielmehr die direkte Verbindung zwischen Dayr as-Sunayd und Lod. Von Lod wurden eine Reihe schmalspuriger Bahnen zur Front verlegt. Es wurde damit zum bedeutendsten Eisenbahnknoten im Nahen Osten.

### Ergänzende Feldbahnen (600 mm)

#### Jerusalem – Bira
Zwischen April und September entstand eine von Jerusalem ausgehende Feldbahn in 600-mm-Spur nach Bira, die aber bei Fertigstellung schon von den militärischen Ereignissen überholt war und nur wenige Monate betrieben wurde.

#### Lod – Jaffa
Auf dem alten Gleisbett der Bahnstrecke Jaffa–Jerusalem (J&J-Linie) auf dem zur Materialgewinnung während des Krieges abgebauten Abschnitt von Lod nach Jaffa lag nun eine 600-mm-Feldbahn. Die Verbindung Hafen Jaffa–Jenkin’s Hill nutzte vom Hafen kommend hier den gleichen Streckenabschnitt, bevor sie am Halt Sarona Junction in Tel Aviv nordwärts nach Jenkin’s Hill abzweigte. Die Feldbahn im Gleisbett der J&J-Linie bediente sechs Bahnhöfe: Bahnhof Jaffa, Bahnhof Sarona Junction, Yazur (heute Asor), as-Safiriya (heute Kfar ChaBa"D) und Lod.

#### Hafen Jaffa – Jenkin’s Hill
| |                     |                                                                     |                                                                     |
| Spurweite: | 600 mm (Schmalspur) |                                                                     |                                                                     |
| |                     |                                                                     |                                                                     |
| \| \| 0 \| Hafen Jaffa 1917–1928 \| Hafen Jaffa 1917–1928 \| \| \| \| \| \| \| \| \| ↔ Rechov Kaufmann Rote Linie von Bat Jam ab 2023 \| \| \| \| \| \| \| \| \| \| Elifelet ab 2023 \| \| \| \| 1,8 \| Jaffa 1891–1915, 1917–1948 \| Jaffa 1891–1915, 1917–1948 \| \| \| \| die Rote Linie fährt im \| \| \| \| \| Tunnel direkt unters \| \| \| \| \| Gleisbett der J&J-Linie \| \| \| \| \| Gescher Aharon Chelouche \| \| \| \| \| Gescher Nechuschtan \| \| \| \| \| \| \| \| \| \| Allenby mit Übergang zu Jehudah HaLevi ↔ Purpurne Linie ab 2026 \| \| \| \| \| \| \| \| \| 3,5 \| Sarona Junction 1917–1970 \| Sarona Junction 1917–1970 \| \| \| \| \| \| \| \| 3,6 \| J&J-Linie nach Jerusalem, 1891–1915, 1917–1970 \| J&J-Linie nach Jerusalem, 1891–1915, 1917–1970 \| \| \| \| \| \| \| \| \| Carlebach (Grüne Linie ab 2028) \| \| \| \| \| Jehudit ab 2023 \| \| \| \| ≈4,9 \| Sarona 1917–1920 \| Sarona 1917–1920 \| \| \| \| Schaʾul haMelech ab 2023 \| \| \| \| \| Arlosoroff ab 2023 \| \| \| \| \| \| \| \| \| \| Hauptlinie ← Beʾer Scheva–Naha- rija → im Ajjalon-Korridor von 1993 \| \| \| \| \| \| \| \| \| ≈6,5 \| Sarona-Brücke über den Ajjalon \| Sarona-Brücke über den Ajjalon \| \| \| \| Abba Hillel ab 2023 \| \| \| \| \| ← Rote Linie \| \| \| \| \| nach Petach Tiqwah ab 2023 \| \| \| \| \| \| \| \| \| ≈11,5 \| Abzweig 1917 River Crossing Memorial, Ramat Gan \| Abzweig 1917 River Crossing Memorial, Ramat Gan \| \| \| \| \| \| \| \| \| \| \| \| \| \| Zitrusplantage am Rande Bnei Braqs \| \| \| \| \| \| \| \| \| ≈11,6 \| Zufluss zum Jarqon \| Zufluss zum Jarqon \| \| \| \| Bnei Braq, Jarqonbahn von 1949 \| \| \| \| ≈12,5 \| Jarqon, al-Haddar Bridge \| Jarqon, al-Haddar Bridge \| \| \| \| Wasserstelle am Jarqon \| \| \| \| ≈12,6 \| asch-Schaich Muwannis \| asch-Schaich Muwannis \| \| \| \| Abzweig \| \| \| \| \| \| \| \| \| \| Hügel 187 (lt. Feldkarte) in der Scharon \| \| \| \| \| \| \| \| \| \| Jenkin’s Hill 1917–1919 \| \| |                     |                                                                     |                                                                     |
| Kopfbahnhof Streckenanfang (Strecke außer Betrieb) | 0                   | Hafen Jaffa 1917–1928                                               | Hafen Jaffa 1917–1928                                               |
| |                     |                                                                     |                                                                     |
| U-Bahn-Abzweig mit Eisenbahn quer und ehemals nach links · Abzweig mit U-Bahn ehemals quer und von rechts · Strecke von rechts (außer Betrieb) |                     | ↔ Rechov Kaufmann Rote Linie von Bat Jam ab 2023                    | ↔ Rechov Kaufmann Rote Linie von Bat Jam ab 2023                    |
| |                     |                                                                     |                                                                     |
| Strecke (außer Betrieb) |                     | Elifelet ab 2023                                                    | Elifelet ab 2023                                                    |
| Bahnhof (Strecke außer Betrieb) | 1,8                 | Jaffa 1891–1915, 1917–1948                                          | Jaffa 1891–1915, 1917–1948                                          |
| U-Bahn-Strecke (im Tunnel) · Strecke nach halbrechts (außer Betrieb) |                     | die Rote Linie fährt im                                             | die Rote Linie fährt im                                             |
| U-Bahn-Kreuzung (im Tunnel) |                     | Tunnel direkt unters                                                | Tunnel direkt unters                                                |
| Strecke von halblinks (außer Betrieb) · U-Bahn-Strecke von halbrechts (im Tunnel) |                     | Gleisbett der J&J-Linie                                             | Gleisbett der J&J-Linie                                             |
| Strecke mit Straßenbrücke Streckenanfang (Strecke außer Betrieb) |                     | Gescher Aharon Chelouche                                            | Gescher Aharon Chelouche                                            |
| Strecke mit Straßenbrücke Streckenanfang (Strecke außer Betrieb) |                     | Gescher Nechuschtan                                                 | Gescher Nechuschtan                                                 |
| |                     |                                                                     |                                                                     |
| U-Bahn-Turmbahnhof (im Tunnel) · U-Bahn-Strecke quer (außer Betrieb) |                     | Allenby mit Übergang zu Jehudah HaLevi ↔ Purpurne Linie ab 2026     | Allenby mit Übergang zu Jehudah HaLevi ↔ Purpurne Linie ab 2026     |
| |                     |                                                                     |                                                                     |
| Bahnhof (Strecke außer Betrieb) · U-Bahn-Strecke (im Tunnel) | 3,5                 | Sarona Junction 1917–1970                                           | Sarona Junction 1917–1970                                           |
| |                     |                                                                     |                                                                     |
| Abzweig geradeaus und nach rechts (Strecke außer Betrieb) · U-Bahn-Strecke (im Tunnel) | 3,6                 | J&J-Linie nach Jerusalem, 1891–1915, 1917–1970                      | J&J-Linie nach Jerusalem, 1891–1915, 1917–1970                      |
| |                     |                                                                     |                                                                     |
| Kreuzung mit U-Bahn mit Tunnelstrecke (Strecken außer Betrieb) · U-Bahn-Turmbahnhof (im Tunnel) · U-Bahn-Strecke quer (außer Betrieb) (im Tunnel) |                     | Carlebach (Grüne Linie ab 2028)                                     | Carlebach (Grüne Linie ab 2028)                                     |
| Strecke (außer Betrieb) · U-Bahn-Bahnhof (im Tunnel) |                     | Jehudit ab 2023                                                     | Jehudit ab 2023                                                     |
| Bahnhof (Strecke außer Betrieb) · U-Bahn-Strecke (im Tunnel) | ≈4,9                | Sarona 1917–1920                                                    | Sarona 1917–1920                                                    |
| Strecke (außer Betrieb) · U-Bahn-Bahnhof (im Tunnel) |                     | Schaʾul haMelech ab 2023                                            | Schaʾul haMelech ab 2023                                            |
| Strecke (außer Betrieb) · U-Bahn-Bahnhof (im Tunnel) |                     | Arlosoroff ab 2023                                                  | Arlosoroff ab 2023                                                  |
| |                     |                                                                     |                                                                     |
| Kreuzung (Strecke geradeaus außer Betrieb) · U-Bahn-Kreuzung (im Tunnel) · Strecke quer |                     | Hauptlinie ← Beʾer Scheva–Naha- rija → im Ajjalon-Korridor von 1993 | Hauptlinie ← Beʾer Scheva–Naha- rija → im Ajjalon-Korridor von 1993 |
| |                     |                                                                     |                                                                     |
| Brücke über Wasserlauf (Strecke außer Betrieb) · U-Bahn-Strecke unter Wasserlauf (im Tunnel) | ≈6,5                | Sarona-Brücke über den Ajjalon                                      | Sarona-Brücke über den Ajjalon                                      |
| Strecke (außer Betrieb) · U-Bahn-Bahnhof (im Tunnel) |                     | Abba Hillel ab 2023                                                 | Abba Hillel ab 2023                                                 |
| Strecke nach halblinks (außer Betrieb) · U-Bahn-Strecke nach halbrechts (im Tunnel) |                     | ← Rote Linie                                                        | ← Rote Linie                                                        |
| U-Bahn-Strecke nach rechts und von halblinks (im Tunnel) · Strecke von halbrechts (außer Betrieb) |                     | nach Petach Tiqwah ab 2023                                          | nach Petach Tiqwah ab 2023                                          |
| |                     |                                                                     |                                                                     |
| Strecke von links (außer Betrieb) · Abzweig geradeaus und nach rechts (Strecke außer Betrieb) | ≈11,5               | Abzweig 1917 River Crossing Memorial, Ramat Gan                     | Abzweig 1917 River Crossing Memorial, Ramat Gan                     |
| |                     |                                                                     |                                                                     |
| |                     |                                                                     |                                                                     |
| Kopfbahnhof Streckenende (Strecke außer Betrieb) · Strecke (außer Betrieb) |                     | Zitrusplantage am Rande Bnei Braqs                                  | Zitrusplantage am Rande Bnei Braqs                                  |
| |                     |                                                                     |                                                                     |
| Brücke über Wasserlauf (Strecke außer Betrieb) | ≈11,6               | Zufluss zum Jarqon                                                  | Zufluss zum Jarqon                                                  |
| Bahnhof quer · Kreuzung (Strecke geradeaus außer Betrieb) · Strecke unter Wasserlauf Anfang Hochstrecke, Ende Hochstrecke und quer |                     | Bnei Braq, Jarqonbahn von 1949                                      | Bnei Braq, Jarqonbahn von 1949                                      |
| Brücke über Wasserlauf (Strecke außer Betrieb) | ≈12,5               | Jarqon, al-Haddar Bridge                                            | Jarqon, al-Haddar Bridge                                            |
| Abzweig geradeaus und nach rechts (Strecke außer Betrieb) |                     | Wasserstelle am Jarqon                                              | Wasserstelle am Jarqon                                              |
| Abzweig geradeaus und nach links (Strecke außer Betrieb) · Kopfbahnhof Streckenende und quer (Strecke außer Betrieb) | ≈12,6               | asch-Schaich Muwannis                                               | asch-Schaich Muwannis                                               |
| Abzweig geradeaus und nach links (Strecke außer Betrieb) · Strecke von rechts (außer Betrieb) |                     | Abzweig                                                             | Abzweig                                                             |
| |                     |                                                                     |                                                                     |
| Strecke (außer Betrieb) |                     | Hügel 187 (lt. Feldkarte) in der Scharon                            | Hügel 187 (lt. Feldkarte) in der Scharon                            |
| |                     |                                                                     |                                                                     |
| Kopfbahnhof Streckenende (Strecke außer Betrieb) |                     | Jenkin’s Hill 1917–1919                                             | Jenkin’s Hill 1917–1919                                             |

Vom Hafen Jaffa legten die PMR eine 600-mm-Feldbahn durch die Uferstraße am Mittelmeer, dann über den Kikkar ha-Schaʿon zum Bahnhof Jaffa. Von dort folgte die Feldbahn dem alten Gleisbett der Bahnstrecke Jaffa–Jerusalem (J&J-Linie), dessen Gleise in diesem Abschnitt die Osmanische Militärbahn in Palästina zur Materialgewinnung während des Krieges abgebaut hatte.
Am Bahnübergang der historischen Landstraße Jaffa–Nablus über die J&J-Linie schwenkte die Feldbahn am Abzweig Sarona Junction aus dem Gleisbett nordostwärts und folgte der Landstraße, querte mit ihr den Ajjalon (arab. Wādī al-Muṣrārah) auf der Sarona-Brücke. Vor der nächsten Brücke zweigte am Denkmal in Ramat Gan zur Erinnerung an die Jarqonquerung der 155th (South Scottish) Brigade am 21. Dezember 1917 eine Stichstrecke zu einer Zitrusplantage am westlichen Rande Bnei Braqs ab, wo die britische Infanterie einen Biwak hatte.
Die Hauptstrecke folgte ein Stück weit dem Südufer des Jarqons (arab. Al-ʿŪǧā) und überbrückte ihn dann bei den ʿEsser ha-Ṭachanot / עֶשֶׂר הַטַּחֲנוֹת / ‚Zehn Mühlen‘. Kurz nach der Brücke folgten zwei Abzweige, einer ostwärts am Nordufer der Flusses entlang und einer westwärts Richtung asch-Schaich Muwannis. Das Hauptgleis führte nordwärts weiter zum Endpunkt Jenkin’s Hill östlich von Idschlil al-Qibliyya, seit 1954 zu Herzlia. Kurz vor Ende zweigte noch ein Anschlussgleis ab.
Der Abschnitt Lod – Jaffa der J&J-Linie wurde im September 1920 von 600 mm auf 1435 mm umgespurt. Ansonsten wurde die Feldbahn ab Tel Aviv bis zu Jenkin’s Hill abgebaut, allein der Abschnitt Jaffa-Bahnhof – Jaffa-Hafen blieb in Schmalspur bestehen. Die Stadt Jaffa erwarb diesen Abschnitt und betrieb ihn bis 1927. Zwei Lokomotiven mit Verbrennungsmotoren, die auf vier bis acht Flachwagen die Güter durch enge Straßen und Hinterhöfe zum Bahnhof von Jaffa zogen, besorgten den Verkehr. „Terezina“ wurde das Bähnchen genannt – eine arabisierte Form von „Draisine“. Das Gleis wurde 1929 abgerissen. Die Palestine Railways (PR) planten die Verbindung durch ein neues Gleis in Regelspur zu ersetzen. Doch wegen arabischer Überfälle auch am Hafen während des Arabischen Aufstands (1936–1939) verlor der Hafen Jaffa seine Bedeutung und die Staatsbahn gab den Plan 1936 auf.:32

#### Fahrzeuge
Über die Lokomotiven der 600-mm-Spur ist nur wenig bekannt. Es kamen 2'C Dampflokomotiven sowohl von Baldwin als auch von Hunslet zum Einsatz. Hinzu kamen 45 benzingetriebene Zugmaschinen „Crewe“ and „Simplex“. Die Maschinen des Typs „Crewe“ waren Ford Modell T mit schienengängigen Rädern und im Einsatz nicht sehr erfolgreich.

### Ergänzende Feldbahn (762 mm)
Von Lod wurde in nördliche Richtung Bahnhof Raʾs al-ʿAin (im heutigen Rosch haʿAjin) eine Strecke in 2'6"-Spurweite (762 mm) gebaut. Die Trasse folgte weitgehend der osmanischen Militärbahn Masʿūdiyya–Sinai. Von dieser Strecke führte ein Abzweig von Kafr Dschinnis über Bayt Naballa nach al-Lubban, ein anderer Zweig endete in Tireh.

## Britische Militärbahnen in Palästina
Die verschiedenen britischen Militärbahnen wurden schließlich 1918 zur Palestine Military Railways (PMR) zusammengefasst.

### Strecken
Lod war zum Ende des Ersten Weltkriegs der bedeutendste Eisenbahnknoten im Nahen Osten. Im Bahnhof von Lod trafen sich für kurze Zeit vier Spurweiten: 600 mm nach Jaffa, 762 mm nach Tireh und Lubban, 1050 mm nach Jerusalem (seit Ende Januar 1918 wieder in Betrieb), und die Ostbahn in Normalspur über Chadera nach Haifa (November 1920 eröffnet), El Qantara und Kairo. In Haifa erreichte das Gleis der normalspurigen Bahn den Bahnhof der Hedschasbahn – ab 1937 Haifa Ost – Ende 1918 oder im Januar 1919.

### Umspurungen
Diese betrieblich unbefriedigende Situation sollte behoben werden. Noch während des Krieges wurde begonnen, die J&J-Linie nach Jerusalem auf Normalspur umzustellen. Dies geschah von Lod aus zunächst mit einem Dreischienengleis, das bis Artuf führte. Diese Arbeiten waren innerhalb eines Monats Ende März 1918 beendet. Ende April wurde der Rest der Strecke in Angriff genommen. Hier wurde der Verkehr täglich für 8 Stunden unterbrochen, ein entsprechendes Stück der Schmalspur herausgerissen, der Oberbau erneuert, das Gleis in Normalspur, dazwischen aber noch einmal die Gleis der Schmalspur verlegt, so dass ein Vierschienengleis entstand. Die Ausweichgleise wurden als Dreischienengleis ausgeführt. Anschließend lief der Schmalspur-Betrieb über die Strecke weiter. Am 15. Juni konnte dann der Normalspurbetrieb auf der Gesamtstrecke aufgenommen werden.
Weiterhin wurde die Trasse der Militärbahn Masʿūdiyya–Sinai von Nachal Soreq (Wadi es Surar) nach Beerscheba (Beʾer Scheva) zwischen Mai und Juli 1918 auf 1435 mm umgespurt, der Betrieb allerdings schon drei Monate später wieder eingestellt. Die letzten osmanischen Gleisanlagen südlich von Beerscheba wurden erst 1924 demontiert, seit dem Krieg aber nicht mehr genutzt. Die bis 1956 durch die Staatsbahn (seit 1948 Rakkevet Israel (RI)) errichtete Südbahn der RI-Hauptlinie greift vor allem in nördlichen Abschnitten auf die osmanische Trasse zurück, wie auch die 2004 eröffnete Verlängerung (eine Güterbahn) südlich Beʾer Schevas.
Der Abschnitt Lod – Jaffa der J&J-Linie wurde dagegen erst im September 1920 von 600 mm auf 1435 mm umgestellt und am 6. Oktober in Betrieb genommen. Dabei blieb der Abschnitt Jaffa-Bahnhof – Jaffa-Hafen in 600 mm bis 1927 in Betrieb.

### Fahrzeuge
Die PMR erhielt aus englischen Beständen ca. 30 Jahre alte Lokomotiven: 36 Maschinen der Achsfolge C von der London and South Western Railway, dort unter der Bezeichnung 0395 geführt, und 42 Maschinen der gleichen Achsfolge von der London and North Western Railway – die meisten davon, nachdem sie kurz in Frankreich eingesetzt waren. Sechs der Lokomotiven der London & South Western Railway wurden kurze Zeit später nach Mesopotamien abgegeben, wo sie schließlich für die Irakische Staatsbahn fuhren. Die übrigen Maschinen wurden in den 1920er und 1930er Jahren außer Dienst gestellt. Eher eine Kuriosität stellt eine Maschine der Achsfolge C von Hanomag (Werknummer 6788) dar. Von der britischen Marine während der Auslieferung auf hoher See beschlagnahmt, wurde sie der PMR zugewiesen und als in der Wartung schwieriges Einzelstück bereits 1928 wieder ausgeschieden.
Schon 1918, während der letzten Kriegsmonate, begann die PMR, sich auf den Verkehr im Frieden einzurichten. Sie brauchte dafür vor allem moderne, weniger störanfällige Lokomotiven. England konnte, erschöpft durch seine Kriegsanstrengungen, diese nicht liefern. So ging der Auftrag für die 2'C Lokomotiven mit Schlepptender an Baldwin, USA. Die ersten 10 wurden im April 1919 geliefert. Sie blieben 40 Jahre im Dienst, soweit sie nicht zuvor im Zweiten Weltkrieg oder durch Terroranschläge so beschädigt wurden, dass sie außer Dienst gestellt werden mussten. Die Nr. 901 dieser Baureihe war die letzte Dampflokomotive, die bis Ende der 1950er Jahre in Israel fuhr.
Die ersten Personenwagen der PMR für den Zivilverkehr kamen aus England: 13 von der London & South Western, 17 von der Midland Railway. Schon in England für Sanitätsdienst umgebaut wurden sie nach dem Krieg in Palästina erneut für den Personenverkehr umgerüstet.

## Auflösung
Als sich nach dem Ersten Weltkrieg das Osmanische Reich auflöste und die Grenzen im Nahen Osten neu gezogen wurden, entstand daraus auch das britische Mandatsgebiet Palästina. Die dazugehörige Eisenbahn, aus den mehr oder weniger zufällig in diesem Territorium liegenden Gleisen gebildet, waren die Palestine Railways (PR). Sie wurden am 1. Oktober 1920 ins Leben gerufen und übernahmen den Betrieb der Britischen Militärbahnen in Palästina (Palestine Military Railways – PMR).